# داولتوو
داولتوو (به لاتین: Davletovo) یک منطقهٔ مسکونی در روسیه است که در باشقیرستان واقع شده‌است.